# Ваља Стежарулуј (Марамуреш)
Ваља Стежарулуј (рум. Valea Stejarului) насеље је у Румунији у округу Марамуреш у општини Ваду Изеј. Oпштина се налази на надморској висини од 342 m.

## Становништво
Према подацима из 2002. године у насељу је живело 546 становника, од којих су сви румунске националности.